# Vrádište
Vrádište (em húngaro: Várköz) é um município da Eslováquia, situado no distrito de Skalica, na região de Trnava. Tem 4,25 km² de área e sua população em 2018 foi estimada em 817 habitantes.

## Demografia
| Ano:        | 1994 | 2004    | 2014    | 2024   |
| ----------- | ---- | ------- | ------- | ------ |
| Broj ljudi: | 598  | 682     | 789     | 848    |
| Razlika:    |      | +14,04% | +15,68% | +7,47% |

| Ano:               | 2023 | 2024   |
| ------------------ | ---- | ------ |
| Número de pessoas: | 846  | 848    |
| Diferença:         |      | +0,23% |